# Szlaki amfiboliczne
Szlaki amfiboliczne, reakcje amfiboliczne, amfibolizm – grupa szlaków metabolicznych, które pełnią funkcję zarówno w anabolizmie, jak i katabolizmie. Szlakami amfibolicznymi są na przykład glikoliza, cykl Krebsa, glukoneogeneza, szlak monofosforanów heksoz. Związki powstające w tego typu przemianach mogą być rozłożone w celu pozyskania energii lub też służyć jako szkielety węglowe do kolejnych syntez.
Termin został zaproponowany przez B.D. Davisa w roku 1961, uznając że klasyfikacja wyłącznie na katabolizm i anabolizm nie jest wystarczająca.
Pełnienie zróżnicowanych funkcji przez szlaki metaboliczne wymaga precyzyjnej regulacji na poziomie molekularnym. Odbywa się ona poprzez zmiany aktywności enzymów katalizujących kluczowe reakcje. Enzymy te pełnią jednocześnie funkcję receptora odbierającego sygnał, którym jest ligand. Inną formą regulacji szlaków amfibolicznych są zmiany ilości poszczególnych enzymów poprzez ich syntezę de novo. W wyniku ewolucji z jednego szlaku metabolicznego mogą powstać dwie oddzielne grupy reakcji. U roślin funkcjonuje cykl Calvina w chloroplastach, zapewniając syntezę cukrów z CO2. W cytozolu zachodzą reakcje odwrotne umożliwiające pozyskanie energii określane jako oksydacyjny szlak pentozofosforanowy. U szpinaku enzym 3-epimeraza D-rybulozo-5-fosforanu (R5P3E) (EC 5.1.3.1) jest enzymem amfibolicznym występującym wyłącznie w chloroplastach.